# Desulforudis audaxviator
Desulforudis audaxviator – bakteria ekstremofilna, zdolna do przetrwania dużych dawek promieniowania jonizującego, odkryta w próbkach wody wydobytych z głębokości 2,8 km w kopalni złota Mponeng w Afryce Południowej.
Bakteria czerpie energię ze związków chemicznych powstających podczas rozpadu jonów radioaktywnego uranu, toru i potasu. Potrafi wykorzystywać wodę, nieorganiczny węgiel oraz azot z amoniaku znajdujących się w jej środowisku i przetwarzać je na materię organiczną. Organizm ten obywa się bez tlenu, światła i do tego żyje w temperaturze ok. 60 °C. Bakteria została znaleziona w ekosystemie składającym się wyłącznie z jednego gatunku.